# Allium opacum
Allium opacum — вид трав'янистих рослин родини амарилісові (Amaryllidaceae), поширений у Південній Туреччині й Північній Сирії.

## Поширення
Поширений у Південній Туреччині й Північній Сирії.